# Garza gessata

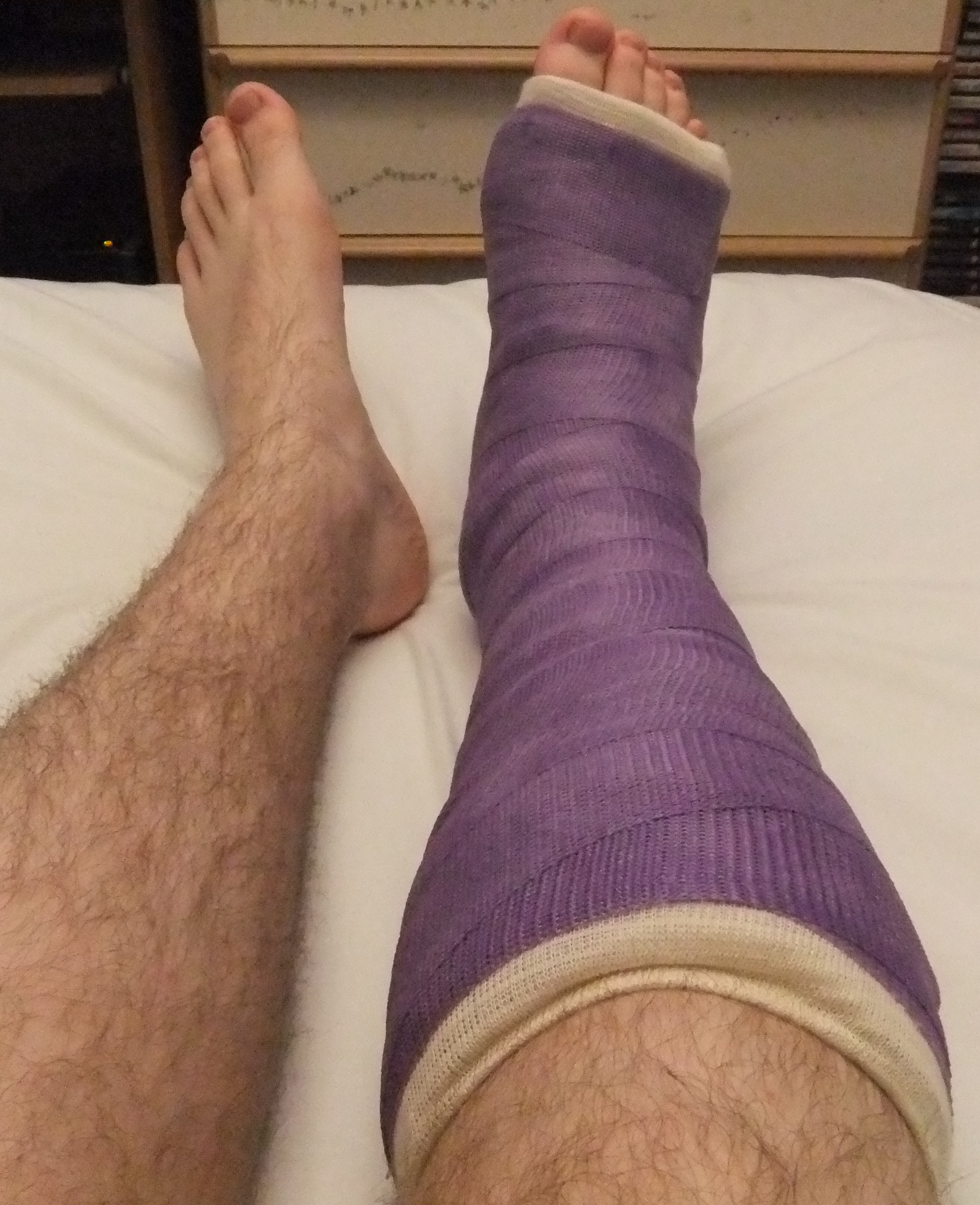
Una gamba ingessata

La garza gessata è una struttura di sostegno utilizzata in medicina per contenere un arto che ha subito un trauma, come quello di una frattura ossea.
Si utilizzano garze di cotone contenenti polvere di solfato di calcio che a contatto con l'acqua ritorna nella sua forma solida insolubile, producendo del calore.